# 남부 통합 터미널

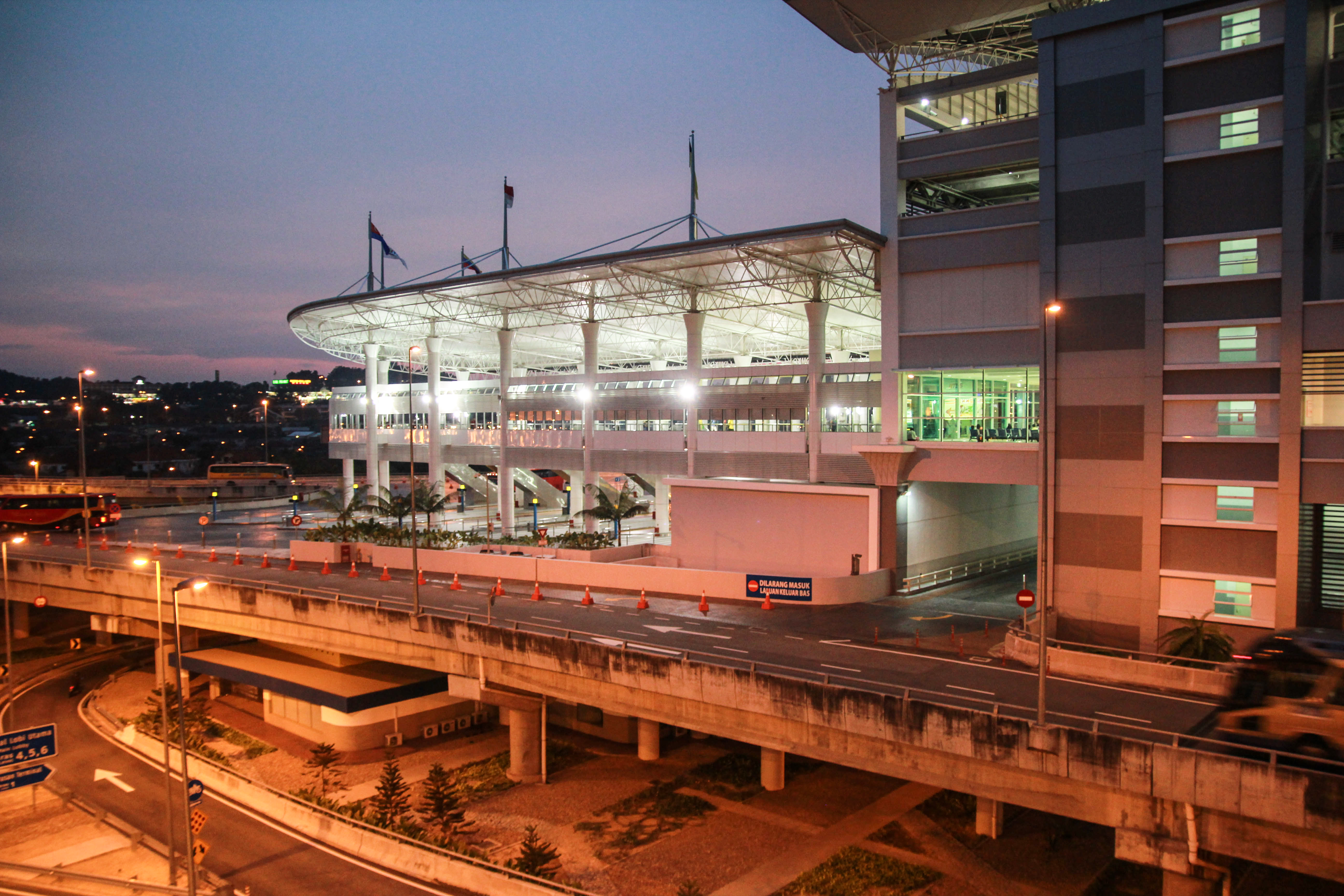
남부 통합 터미널 외부

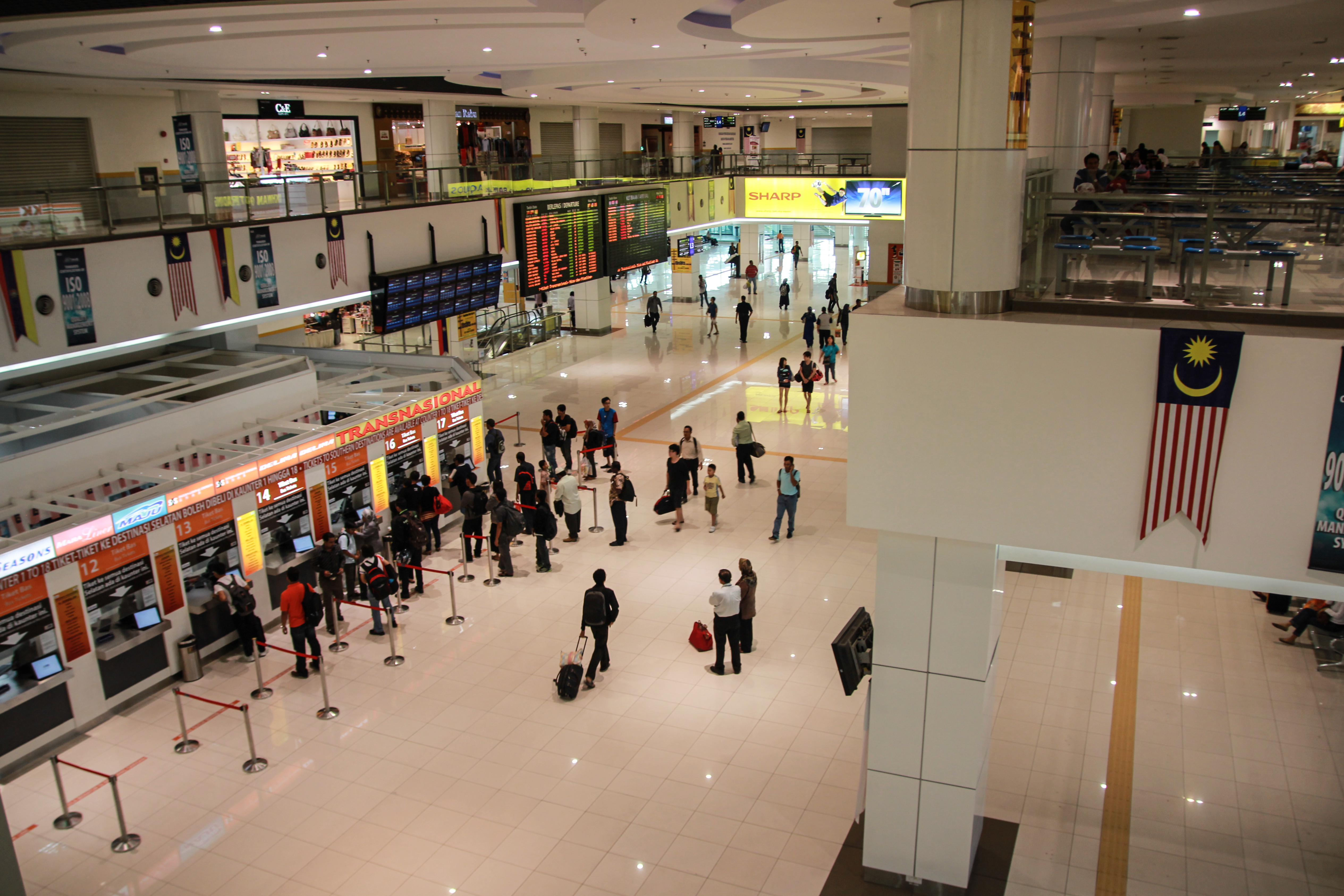
남부 통합 터미널 내부

남부 통합 터미널(말레이어: Terminal Bersepadu Selatan, TBS)은 말레이시아 쿠알라룸푸르에 있는 버스 터미널이다. 보행자 다리로 반다르 타식 셀라탄 역 (BTS)과 연결되어 있어, TBS-BTS 통합 교통 허브를 형성한다. TBS는 도심에 위치한 혼잡한 푸두 센트랄을 완화하기 위해 세워졌다. TBS는 2011년 1월 1일에 개장하여 푸두 센트랄에서 남행 장거리 버스 운행을 인수했다. 2015년 11월 1일, 푸두 센트랄에서 635개의 북행 버스 운행 중 545개가 TBS로 이전되어 쿠알라룸푸르의 주요 고속 버스 터미널로 TBS로 대체되었니다. 푸두 센트랄은 근거리 버스 터미널로 사용되고 있다.